# Rang Mahal
Rang Mahal (även Rung Mahal, Rangmahal) är en by och en forntida arkeologisk plats från Kushan-eran som ligger längs vägen mellan Suratgarh och Hanumangarh i den indiska staten Rajasthan.

## Utgrävningar i Rang Mahal
År 1952 kom en svensk arkeologisk expedition till Rang Mahal och genomförde utgrävningar under januari - april 1953 i en så kallad boplatskulle ca 200 meter väster om den nuvarande byn. Utgrävningarna leddes av den svenska arkeologen Hanna Rydh. Övriga deltagare från Sverige var Holger Arbman, Dagny Arbman, Louise Halbert, Göran Bergengren, Gösta Eriksson (geolog), Björn Allard, David Hummel, Karin Munck af Rosenschöld (dotter till Hanna), Öved Hultmark (fotograf) och Hildegard Halling-Lindfelt. Platsen och utgrävningen blev känd framför allt för sin keramik och gav också namnet till Rang Mahal-kulturen.
Själva boplatskullen var 200 x 200 meter och 9 meter hög. Högst upp hittades gravar men därunder fann man bebyggelselämningar från flera olika perioder.